# Гругман Рафаель Абрамович
Рафаель (Рафаїл) Абрамович Гругман (16 жовтня 1948, Одеса, УРСР, СРСР) — американсько-український письменник і публіцист.

## Життєпис
Народився 16 жовтня 1948 року в Одесі в єврейській сім'ї службовця заводу «Кінап» Абрама Борисовича Гругмана і вчительки початкових класів Євгенії Самійлівни Рівіліс (Голді Шмулівні Рівіліс), випускниці 1937 року літературного факультету єврейського сектора Одеського вчительського інституту (випуск 1937 року виявився останнім, майже весь професорсько-викладацький склад був заарештований).
Навчався у одеській школі № 39, в 1971 році закінчив — Новосибірський Електротехнічний Інститут, нині Новосибірський Державний Технічний Університет.
У студентські роки друкувався в новосибірських газетах «Радянська Сибір», «Молодість Сибіру», працював літсотрудніком газети «Енергія», навчання поєднував з науково-дослідною роботою на кафедрі Історія КПРС. У 1971 році повернувся в Одесу і аж до розвалу СРСР працював в конструкторському бюро. Автор понад 50 авторських свідоцтв і статей в московських технічних журналах.
Друкувався в газетах «Вечірня Одеса», «Одеський вісник», «Всесвітні Одеські Новини», «Порто-Франко», в альманасі «Дерибасівська-Рішельєвська»
У 1993-94 роках був редактором «Ха-Меліц»,, першої єврейської газети, що виходила в Одесі в пострадянський час, тоді ж активно співпрацював з Ізраїльським фондом культури і освіти в Діаспорі і з одеським товариством єврейської культури.
У 1994 році була опублікована перша художня книга «Наречена моря», на наступний рік друга — «Боря, вийди з моря». У 1996 році емігрував в США. У Нью-Йорку працював в Інтернет компанії, керівником групи в IBM, з 1997 року — професор нью-йоркського коледжу
Автор художніх та історичних книг, виданих українською, російською та англійською мовами в Україні, Росії, США та Ізраїлі .
30 березня 2020 року на радіо Чикаго, «RadioNVC» і 2 квітня в Інтернет-газеті «Континент», передбачив, коли Крим повернеться до складу України і чи буде третій розпад Російської імперії. 

## Книга «Військові злочини проти жінок. The War Crimes Against Women»
Прогноз автора про російсько-українську війну, серпень 2023 року, с. 261-262:
«Що ж до російсько-української війни, то завдяки великій кількості залучених до неї країн її можна сміливо вважати Третьою світовою. Ці рядки пишуться під час війни. Незважаючи на те, що в Європі ще не вивітрився остаточно дух Мюнхенської угоди 1938 року і що деякі провідні західні країни не бажають стратегічної поразки Росії та в дусі Мюнхена намагаються схилити Україну до територіальних поступок агресору; незважаючи на корупцію, яку навіть під час війни не вдалося перемогти, на колабораціоністів, зовнішніх i внутрішніх, та корумпованих «миротворців», які перетворилися на таємних агентів Кремля; незважаючи на навмисні затримки з наданням Україні в достатній кількості сучасної наступальної та оборонної зброї, насамперед, літаків, систем ППО та ракет дальністю до 500 км, — на глибоке переконання автора цієї книжки останню крапку в ній покликані поставити Збройні Сили України та об’єднана антипутінська коаліція, чисельність учасників якої вже зараз перевищує чисельність учасників антигітлерівської коаліції. Вісімдесят років тому ця коаліція перемогла Гітлера. Хай би що відбувалося на фронті та у закуліссі російсько-української війни, антипутінська коаліція переможе реінкарнацію фюрера». 

## Книга «Жінка і війна. Від любові до насильства»
«Независимая газета». «П'ять книг тижня»: «Багато століть література на військову тему в основному розповідала про битви чоловіків з чоловіками, а жінкам відводилася роль прекрасних дам, які благословляють своїх лицарів на подвиги. <...> Рафаель Гругман вирішив поглянути на війну «під іншим ракурсом», показати, як Світлана Алексієвич, її не жіноче обличчя і розповісти «про те, що сором'язливо замовчували і замовчується». Його книга — про «людському (жіночому) вимірі Другої світової війни. Все виявилося упереміш в самій кровопролитній бойні в історії людства: любов, секс і війна. Щирі почуття, неприборкана хіть, любов, тонни крові і мільйони смертей. Подробиці — в розділах «Забуті дівчата», «Партизанська дружина», «Жінки, зґвалтовані війною», «Армійські борделі вермахту» <...>»». 